# Pomeni imen asteroidov: 80001–81000
Pregled pomenov imen asteroidov (malih planetov) od številke 80001 do 81000, ki jim je Središče za male planete dodelilo številko in so pozneje dobili tudi uradno ime  v skladu z dogovorjenim načinom imenovanja. Pregled je preverjen z Schmadelovim “Slovarjem imen malih planetov” (“Dictionary of Minor Planet Names”). 
Pregled pojasnjuje izvor oziroma pomen imen asteroidov, ki ga je priznala Mednarodna astronomska zveza (IAU). Nekateri asteroidi imajo imajo dodatno pojasnilo o izvoru imena, ki pa vedno ni popolnoma zanesljivo (oznaka “†” ali “‡“). 
| Ime                 | Začasna oznaka | Izvor imena |
| 80001–80100         | 80001–80100    | 80001–80100 |
| 80101–80200         | 80101–80200    | 80101–80200 |
| ------------------- | -------------- | --- |
| 80180 Elko          | 1999 VS        | mesto Elko, "srce severovzhodne Nevade", kraj, kjer je Nacionalni baskovski festival (National Basque Festival ) in se odvija Druženje za kavbojsko poezijo (Cowboy Poetry Gathering) † |
| 80184 Hekigoto      | 1999 VX22      | Hekigoto Kawahigashi, japonski Haiku pesnik † |
| 80201–80300         |                | |
| 80301–80400         |                | |
| 80401–80500         |                | |
| 80451 Alwoods       | 2000 AA        | Alfred Lee (A.L.) Woods, ameriški ljubiteljski astronom † Arhivirano 2007-09-29 na Wayback Machine. ‡                                                                                   |
| 80501–80600         |                | |
| 80601–80700         |                | |
| 80701–80800         |                | |
| 80801–80900         |                | |
| 80801 Yiwu          | 2000 CP98      | pokrajina Jivu, Avtonomna pokrajina Sinjiang Ujgur, severozahodna Ljudska republika Kitajska, kjer je veliko ljudi opazovalo popolni Sončev mrk leta 2008 †                             |
| 80807 Jimloudon     | 2000 CX112     | James "Jim" Loudon, ameriški predavatelj vesoljskih znanosti † |
| 80901–81000         |                | |
| 80984 Santomurakami | 2000 EO15      | Santo Murakami, japonski kaligraf, dobitnik Reda za zasluge v kulturi (Order of Cultural Merit Award ) leta 1998 †                                                                      |

| Predhodnik: 79001–80000 | Pomeni imen asteroidov Seznam asteroidov (80001-80250) Seznam asteroidov (80251-80500) Seznam asteroidov (80501-80750) Seznam asteroidov (80751-81000) | Naslednik: 81001–82000 |